# Völkerrechtsblog
Der Völkerrechtsblog ist ein rechtswissenschaftlicher Blog zu Fragen des Völkerrechts und des Völkerrechtsdenkens, auf dem Beiträge in deutscher und englischer Sprache veröffentlicht werden.

## Gründung und Entwicklung
Gegründet wurde er 2014 von Dana Schmalz und Michael Riegner im Rahmen des Arbeitskreises junger Völkerrechtswissenschaftler*innen (AjV). Der Blog wird durch eine überwiegend ehrenamtliche Redaktion betrieben, unterstützt durch einen wissenschaftlichen Beirat. Auf dem Blog erscheinen mehrmals wöchentlich Beiträge zu aktuellen Themen des Völkerrechts, die bis auf wenige Ausnahmen ein Peer-Review-Verfahren durchlaufen. Der Blog unterhält verschiedene Formate wie Symposia, Buchbesprechungen, Interviews und Videoaufnahmen. Der angegliederte Völkerrechtspodcast erscheint monatlich.
Zu den Autoren gehört Matthias C. Kettemann.

## Kooperationen
Von der Deutschen Forschungsgemeinschaft und dem Max-Planck-Institut für ausländisches öffentliches Recht und Völkerrecht unterstützt, arbeitet der Völkerrechtsblog mit der Deutschen Gesellschaft für Internationales Recht und dem Institut für Friedenssicherungsrecht und Humanitäres Völkerrecht der Ruhr-Universität Bochum sowie verschiedenen rechtswissenschaftlichen Fachzeitschriften zusammen. Zudem gibt es eine Kooperation mit dem Verfassungsblog.